# Tucker Murphy
Tucker Murphy (ur. 21 października 1981 w Dallas) – bermudzki biegacz narciarski, trzykrotny olimpijczyk, uczestnik mistrzostw świata.

## Życiorys
Uczęszczał do St. Paul's School w New Hampshire. W 2004 roku ukończył studia z antropologii na Dartmouth College. Obronił także doktorat z zoologii na Uniwersytecie Oksfordzkim.
Trzykrotnie uczestniczył w zimowych igrzyskach olimpijskich, za każdym razem pełniąc rolę chorążego reprezentacji Bermudów podczas ceremonii otwarcia. Podczas wszystkich trzech ceremonii, pomimo temperatur znacznie poniżej zera, tak jak cała delegacja olimpijska z Bermudów, zaprezentował się w charakterystycznych dla swojego kraju krótkich spodniach – bermudach.
Jako pierwszy reprezentant swojego kraju wystąpił w zawodach olimpijskich w biegach narciarskich. Trzykrotnie zaprezentował się w jednej konkurencji biegowej – biegu na 15 km. W debiucie olimpijskim, w 2010 roku na igrzyskach w Vancouver, zajął na tym dystansie 88. miejsce. W 2014 roku na igrzyskach w Soczi był 84., a cztery lata później na igrzyskach w Pjongczangu uplasował się na 100. miejscu.
W 2019 roku wziął udział w mistrzostwach świata w Seefeld. Nie awansował jednak do zawodów, kończąc swój start na biegu eliminacyjnym.

## Osiągnięcia

### Igrzyska olimpijskie
| Miejsce | Data           | Miejscowość | Konkurencja             | Czas    | Strata   | Zwycięzca     | Źródła            |
| ------- | -------------- | ----------- | ----------------------- | ------- | -------- | ------------- | ----------------- |
| 88.     | 15 lutego 2010 | Vancouver   | 15 km stylem dowolnym   | 42:39,1 | +9:02,8  | Dario Cologna | [ 1 ] [ 3 ] [ 8 ] |
| 84.     | 14 lutego 2014 | Soczi       | 15 km stylem klasycznym | 49:19,9 | +10:50,2 | Dario Cologna | [ 1 ] [ 3 ] [ 9 ] |
| 100.    | 16 lutego 2018 | Pjongczang  | 15 km stylem dowolnym   | 43:05,7 | +9:21,8  | Dario Cologna | [ 3 ] [ 10 ]      |